# Chiry-Ourscamp
Chiry-Ourscamp is een gemeente in het Franse departement Oise (regio Hauts-de-France). De plaats maakt deel uit van het arrondissement Compiègne. Chiry-Ourscamp telde op 1 januari 2022 1.109 inwoners.

## Geografie
De oppervlakte van Chiry-Ourscamp bedroeg op 1 januari 2022 13,25 vierkante kilometer; de bevolkingsdichtheid was toen 83,7 inwoners per km².

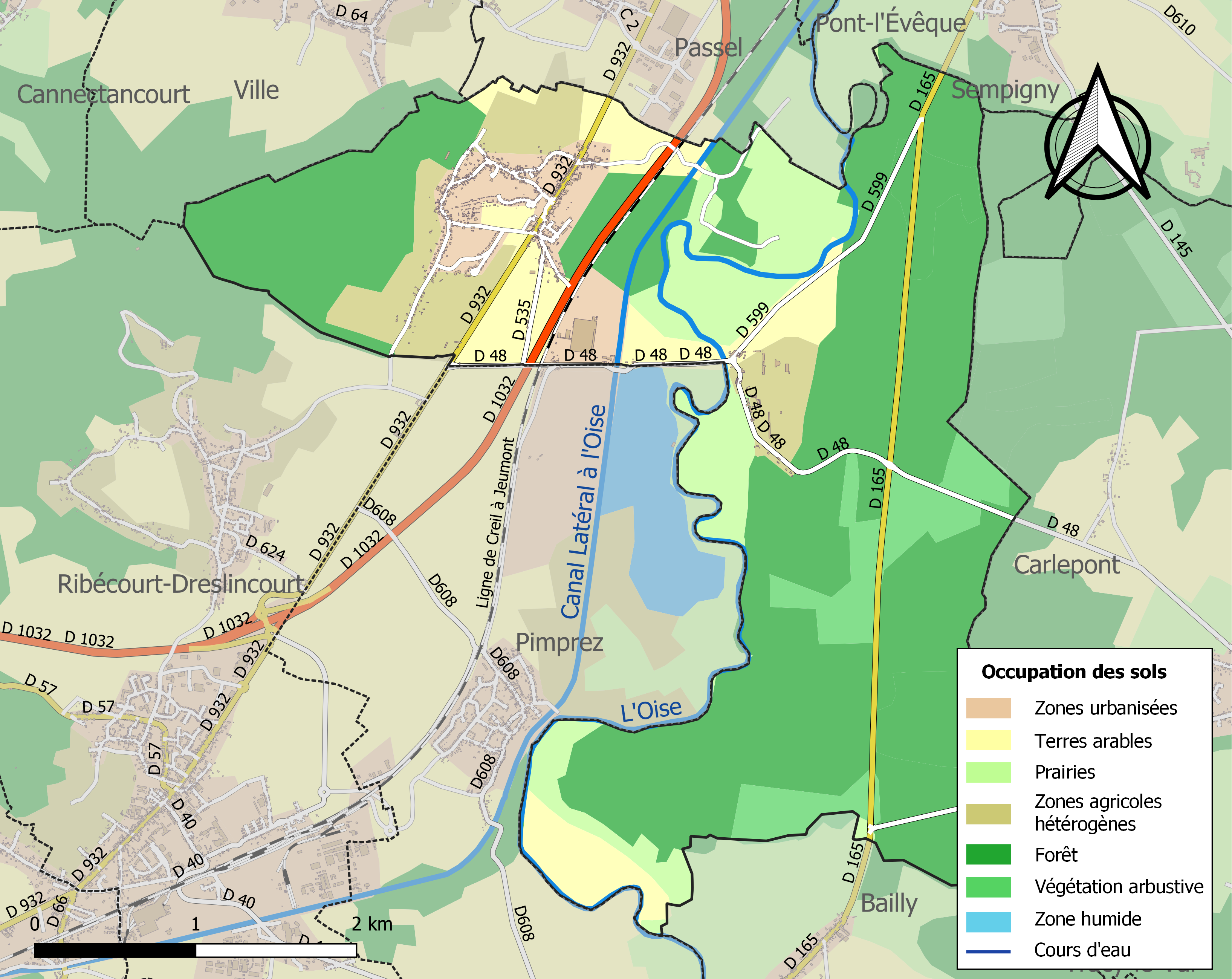
Kaart van de gemeente met belangrijkste infrastructuur, bodemgebruik en omliggende gemeenten

## Demografie
Onderstaande figuur toont het verloop van het inwonertal (bron: INSEE-tellingen).